# Metamonada
Embranchement
Position phylogénétique
Eukaryota
- Excavata
  - c.n.n.
    - Malawimonadidea
    - Metamonada
      - Anaeromonada
        - Trimastigida
        - Oxymonadida

      - Trichozoa
        - Fornicata
        - Parabasalia

  - Discoba
    - Jakobea
    - Discicristata
      - Euglenozoa
      - Percolozoa

Les métamonadines sont des êtres vivants unicellulaires pourvus d'un noyau. Ils ne possèdent ni mitochondrie, ni plaste, ni appareil de Golgi.

## Caractères propres au groupe
Ce qui caractérise ce groupe (dont la monophylie est remise en cause par quelques spécialistes)[Qui ?] est le caryomastigonte. Il peut y en avoir un ou deux par cellule. C'est un ensemble constitué d'un noyau entouré de réseau de microtubules, le tout est associé à deux paires de flagelles. Pour chaque caryomastigonte, un flagelle au moins est orienté postérieurement.
Le fuseau mitotique est intranucléaire ; l'enveloppe nucléaire est persistante.
Les metamonada ont perdu leurs mitochondries. Elle subsistent à l'état de reliques dépourvues de génome.

## Écologie
Les Retortamonadida sont des organismes parasites ou commensaux du tube digestif d'animaux comme les insectes, sangsues, mammifères et oiseaux.
Les Diplomonadida sont soit parasites du tube digestif d'animaux comme les sangsues et les vertébrés, soit libres dans les eaux douces riches en matières organiques.
Les Oxymonadida sont des symbiotes ou commensaux de vertébrés (crapauds, cobayes, lézards), et d'insectes xylophages comme les termites.
Les Parabasalia sont des symbiotes ou commensaux d'insectes ou de vertébrés.

## Classification
Embranchement Metamonada :
- sous-embranchement Anaeromonada Cavalier-Smith 1996/7
  - super-classe Anaeromonadea Cavalier-Smith 1996/7 emend. 1999
    - Trimastigida (Anaeromonadida)
    - Oxymonadida
- sous-embranchement Trichozoa Cavalier-Smith 1997
  - super-classe Parabasalia (Honigberg, 1973) T. Cavalier-Smith, 2003
    - classe Trichomonadea (H. Kirby, 1947) L. Margulis, 1974
      - Trichomonadida
      - Lophomonadida
      - Spirotrichonymphida

    - classe Trichonymphea Cavalier-Smith, 2003
      - Trichonymphida

  - super-classe Fornicata
    - classe Carpediemonadea Cavalier-Smith, 2003
      - Carpediemonadida

    - classe Eopharyngia (Cavalier-Smith, 1993) 2003
      - Diplomonadida ou Trepomonadea
      - Retortamonadida ou Retortamonadea